# ريتشارد جنسن
ريتشارد جنسن (بالفنلندية: Richard Jensen)‏ هو لاعب كرة قدم فنلندي في مركز الوسط، ولد في 17 مارس 1996 في بورفو في فنلندا. شارك مع منتخب فنلندا تحت 21 سنة لكرة القدم.

## وصلات خارجية
- ريتشارد جنسن على موقع الاتحاد الأوربي (الإنجليزية)
- ريتشارد جنسن على موقع قاعدة بيانات كرة القدم.إي يو (الإنجليزية)
- ريتشارد جنسن على موقع ناشيونال فوتبول تيمز (الإنجليزية)
- ريتشارد جنسن على موقع Soccerbase.com (لاعب) (الإنجليزية)
- ريتشارد جنسن على موقع Soccerway.com (الإنجليزية)
- ريتشارد جنسن على موقع عالم كرة القدم.نت (الإنجليزية)